# Oscinella conjugata
Oscinella conjugata är en tvåvingeart som beskrevs av Nartshuk 1986. Oscinella conjugata ingår i släktet Oscinella och familjen fritflugor. Inga underarter finns listade i Catalogue of Life.